# Buda (Texas)
Buda ist eine Stadt im Hays County im Bundesstaat Texas der Vereinigten Staaten. Das U.S. Census Bureau hat bei der Volkszählung 2020 eine Einwohnerzahl von 15.108 ermittelt.

## Geographie
Die Stadt liegt im mittleren Südosten von Texas, etwa 20 Kilometer südwestlich von Austin, und 100 Kilometer nordöstlich von San Antonio an der in Nord-Süd-Richtung verlaufenden Interstate 35 und hat eine Gesamtfläche von 6,2 km², davon 0,3 km² Wasserfläche.

## Geschichte
Buda wurde offiziell am 1. April 1881 gegründet, als Cornelia Trimble Land an der International-Great Northern Railroad, nahe dem Bahndepot, für den Aufbau der Stadt zur Verfügung stellte. Erster Siedler in dem Gebiet war 1846 Phillip J. Allen.
1887 wurde das erste Postbüro eröffnet. In der Folgezeit kamen Hotels, Banken, Farmen und Ranches in der Umgebung hinzu. Die Stadt entwickelte sich zu Handelszentrum der Gegend. Während der Great Depression fiel die Einwohnerzahl auf 300. Im Jahr 1948 bekam Buda Stadtrecht und erst in den 80er Jahren, bedingt durch die Nähe zu Austin begann die Stadt wieder merklich zu wachsen.

## Demografische Daten
Nach der Volkszählung im Jahr 2000 lebten hier 2404 Menschen in 866 Haushalten und 685 Familien. Die Bevölkerungsdichte betrug 385,1 Einwohner pro km². Ethnisch betrachtet setzte sich die Bevölkerung zusammen aus 81,95 % weißer Bevölkerung, 1,58 % Afroamerikanern, 0,54 % amerikanischen Ureinwohnern, 0,87 % Asiaten, 0,00 % Bewohnern aus dem pazifischen Inselraum und 12,02 % aus anderen ethnischen Gruppen. Etwa 3,04 % waren gemischter Abstammung und 26,83 % der Bevölkerung waren spanischer oder lateinamerikanischer Abstammung.
Von den 866 Haushalten hatten 44,7 % Kinder unter 18 Jahre, die im Haushalt lebten. 65,5 % davon waren verheiratete, zusammenlebende Paare. 10,9 % waren allein erziehende Mütter und 20,8 % waren keine Familien. 17,1 % aller Haushalte waren Singlehaushalte und in 7,5 % lebten Menschen, die 65 Jahre oder älter waren. Die Durchschnittshaushaltsgröße betrug 2,78 und die durchschnittliche Größe einer Familie belief sich auf 3,13 Personen.
29,7 % der Bevölkerung waren unter 18 Jahre alt, 6,4 % von 18 bis 24, 36,7 % von 25 bis 44, 19,7 % von 45 bis 64, und 7,4 % die 65 Jahre oder älter waren. Das Durchschnittsalter war 32 Jahre. Auf 100 weibliche Personen aller Altersgruppen kamen 92,3 männliche Personen. Auf 100 Frauen im Alter von 18 Jahren und darüber kamen 90,3 Männer.
Das jährliche Durchschnittseinkommen eines Haushalts betrug 54.135 USD, das Durchschnittseinkommen einer Familie 57.321 USD. Männer hatten ein Durchschnittseinkommen von 37.398 USD gegenüber den Frauen mit 30.064 USD. Das Prokopfeinkommen betrug 22.167 USD. 3,7 % der Bevölkerung und 3,3 % der Familien lebten unterhalb der Armutsgrenze. Davon waren 5,0 % Kinder und Jugendliche unter 18 Jahren und 14,7 % waren 65 oder älter.